# Vliegveld Keiheuvel
Vliegveld Keiheuvel ligt in de Belgische gemeente Balen. Het werd geopend in 1956 en is een belangrijk centrum van zweefvliegerij. Door de nabijgelegen camping, de taverne en de uitgebreide sportinfrastructuur is het een recreatieoord en een populaire bestemming voor sportvliegers.
Zoals op de meeste recreatieve vliegvelden in België geldt hier de regel PPR, dat wil zeggen "Prior Permission Required": wie erheen wil vliegen moet eerst formeel toestemming krijgen van de terreinoverste.
Omdat veel zweefvliegtuigen met een lier gestart worden, is het verboden beneden een bepaalde hoogte over het vliegveld te vliegen. (2000 ft.)

## Banen
- Baan 07-25: 690 x 18 meter (gras)